# Municipio 2 Berryhill
El municipio 2 Berryhill (en inglés: Township 2, Berryhill) es un municipio ubicado en el  condado de Mecklenburg en el estado estadounidense de Carolina del Norte. En el año 2010 tenía una población de 3.812 habitantes.

## Geografía
El municipio 2 Berryhill se encuentra ubicado en las coordenadas 35°12′53.77″N 80°59′1.65″O / 35.2149361, -80.9837917.